# Evgueni Bauer
Pour les articles homonymes, voir Bauer.
Ievgueni Frantsevitch Bauer ou Yevgeny Bauer, Evgeni Bauer, Evgenii Bauer (en russe : Евгений Францевич Бауер), né sous l'Empire russe à Moscou le 22 janvier 1865 et mort à Yalta le 22 juin 1917 , en Crimée, est un réalisateur russe qui, avec Iakov Protazanov, est l'un des cinéastes les plus considérables et les plus influents de la Russie d'avant la révolution d'Octobre.
Evgueni Bauer a tourné plus de 80 films entre 1913 et 1917 dont 26 ont survécu. Les plus beaux sont des mélodrames morbides filmés dans des décors maniaques raffinés. Il utilisait déjà des plans-séquences relativement longs et des déplacements de caméra virtuoses.

## Biographie
Evgueny Bauer est né dans une famille d'artistes d'origine juive de Bohême et russifiée, son père est un joueur de cithare très réputé, sa mère chanteuse d'opéra et ses sœurs actrices. Après ses études à l'Académie moscovite de peinture, sculpture et architecture, il travaille comme acteur, caricaturiste, journaliste, metteur en scène de théâtre, photographe et décorateur. Il se marie à la fin des années 1890 avec Lina Antcharovaïa, dont il utilise le nom en pseudonyme (Antcharov) pendant la guerre.
C'est en travaillant en tant que décorateur pour la Compagnie moscovite des Frères Pathé en 1912 qu'il entre en contact avec la technique du cinéma. Il commence à travailler l'année suivante comme metteur en scène pour la société de production d'Alexandre Khanjonkov où il travaille jusqu'à sa mort. Il y tourne en quatre ans plus de 80 films.
Evgueni Bauer créa des comédies, des films de guerre patriotiques, des drames sociaux (Les Témoins Muets, 1914), et surtout des mélodrames psychologiques autour du thème « Amour et Mort » avec une conclusion tragique. Dans son travail il usa abondamment d'effets cinématographiques comme le retour en arrière, les déplacements de la caméra, les gros plans, les effets de lumière dramatiques et la technique de l'Écran divisé. Il faisait connaître de façon symbolique la vie intérieure de ses personnages en se servant de séquences oniriques et de visions sombres.
En 1914, Bauer tourna dans La Vie dans la mort et À nous la gloire, aux ennemis la mort avec Ivan Mosjoukine la star du film muet russe. Ivan Perestiani qui fut lui-même plus tard metteur en scène joua plusieurs fois les premiers rôles et travailla comme scénariste, entre autres dans Après la mort (1915) où il incarne un savant qui meurt parce qu'il s'imagine être le responsable du suicide d'une femme.
Il part avec la troupe et la compagnie pour Yalta début 1917, afin d'échapper aux désordres révolutionnaires. Il se casse une jambe et, alors qu'il est alité, il contracte une pneumonie et en meurt le 22 juin (9 juillet) 1917, deux ans avant la mort de son actrice favorite, Vera Kholodnaïa.

## Postérité
Après la révolution de 1917, Evgueni Bauer est considéré comme un formaliste, un esthète, un « cosmopolite » (son nom est d'origine tchèque), et son œuvre est jugée dans l'ensemble de façon négative par les premiers historiens soviétiques du cinéma. Il faut attendre les années 1960 pour que son génie soit reconnu en Union soviétique.
Pour Georges Sadoul, Bauer aurait influencé Louis Delluc[réf. nécessaire].
Environ un quart de ses films ont subsisté jusqu'à nous. L'un de ses assistants et élèves était Lev Koulechov, futur théoricien et metteur en scène du cinéma soviétique.
Evgueni Bauer est selon le critique Michel Cournot « l'un des plus grands cinéastes de l'histoire ».

## Filmographie
- 1913 : Les 300 ans de la maison des Romanov (Trekhsotletié tsarstvovania doma Romanovykh)
- 1913 : Passion criminelle (Prestirnaya strasty)
- 1913 : Gloire sanglante (Krovavaya slava)
- 1913 : Sumerki jenskoï duchi
- 1914 : Larmes (Sliozy)
- 1914 : Digne de la patrie (Eyo geroyskiy podvig)
- 1914 : Les Âmes froides (Kholodnyé douchi)
- 1914 : L'Enfant de la grande ville (Ditia bolchovo goroda)
- 1914 : Témoins muets (Nemyé Svideteli)
- 1914 : La Vie dans la mort (Jizn v smerti)
- 1914 : Slava - nam, smer - vragam
- 1915 : Le Chant de l'amour triomphant (Piesn torjestvouiouchtcheï)
- 1915 : Hallucinations (Gryozi)
- 1915 : Les Enfants du siècle (Dieti Vieka)
- 1915 : Après la mort (Posle smerti)
- 1915 : Le Bonheur de la nuit éternelle (Stchastie vietchnoï notchi)
- 1915 : La 1002e Ruse (1002-aïa khitrost)
- 1915 : Les Frères Boris et Gleb (Bratia Boris i Gleb)
- 1915 : Irina Kirsanova (Irina Kirsanova)
- 1915 : Leon Drey (Leon Drey)
- 1916 : Youri Nagorny (Youri Nagorny), tourné en 1915
- 1916 : La Reine de l'écran (Korolieva ekrana)
- 1916 : Nina (Nina)
- 1916 : Vie pour vie (Jizn za Jizn), ou Une vie pour une autre (Zizn za Zizn),
- 1917 : À la recherche du bonheur (Za stchastiem)
- 1917 : Le Cygne mourant (Umirajuschtschi lebed)
- 1917 : Le Révolutionnaire (Revolioutsionnèr)
- 1917 : Le Roi de Paris (Korol Parija)
- 1917 : Le Tocsin (Nabat)